# موزه معماری ملی ژیتوغتسیان
خانه-موزه زندگی اجتماعی و معماری ملی ژیتوغتسیان (ارمنی: Ձիթողցյանների քաղաքային կենցաղի և ազգային ճարատարապետության տուն-թանգարան) موزه‌ای در شهر گیومری، ارمنستان است. این مکان در سال ۱۹۸۴ در منزل خانواده ژیتوغتسیان که متعلق به سده نوزدهم میلادی بود تأسیس شد. این موزه زندگی شهری روزانه گیومری بعلاوه خصوصیات فرهنگی و معماری محلی شهر را به نمایش می‌گذارد
خانه مشهور خانواده ژیتوغتسیان در سال ۱۸۷۲ توسط چهار برادر که از «روستای ژیتوغ» در ارمنستان غربی به شهر آلکساندراپول مهاجرت کرده بودند بنا شد. این خانه از سنگ آتشفشانی «توف» قرمز رنگ بنا شده است.
این خانه-موزه مجموعه‌ای از خصوصیات زندگی اجتماعی شهر آلکساندراپول را از سده نوزدهم تا دهه ۱۹۲۰ میلادی و همچنین اماکن و جنبه‌های فرهنگی، معماری و مذهبی شهر را به نمایش می‌گذارد.

## نگارخانه

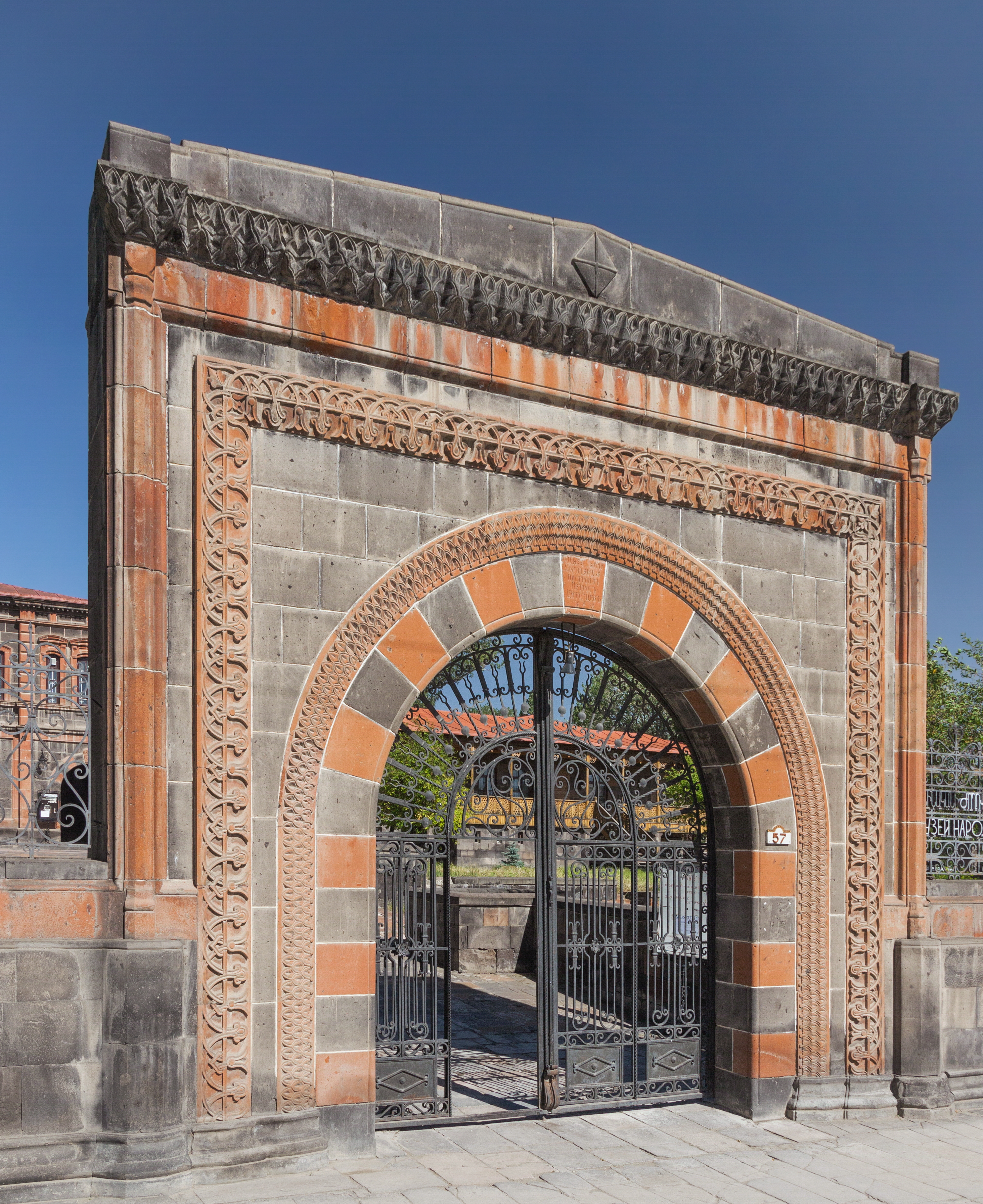
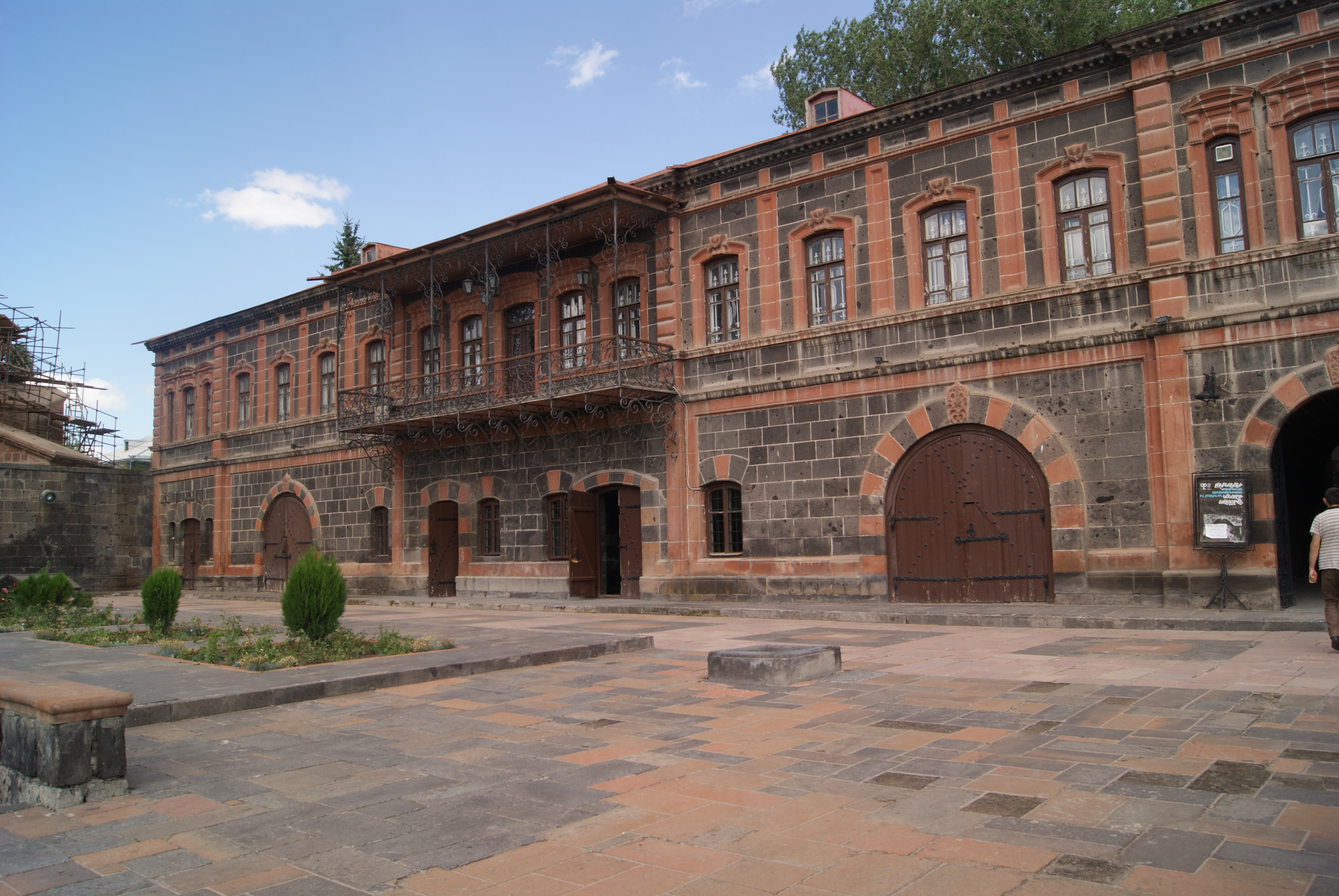
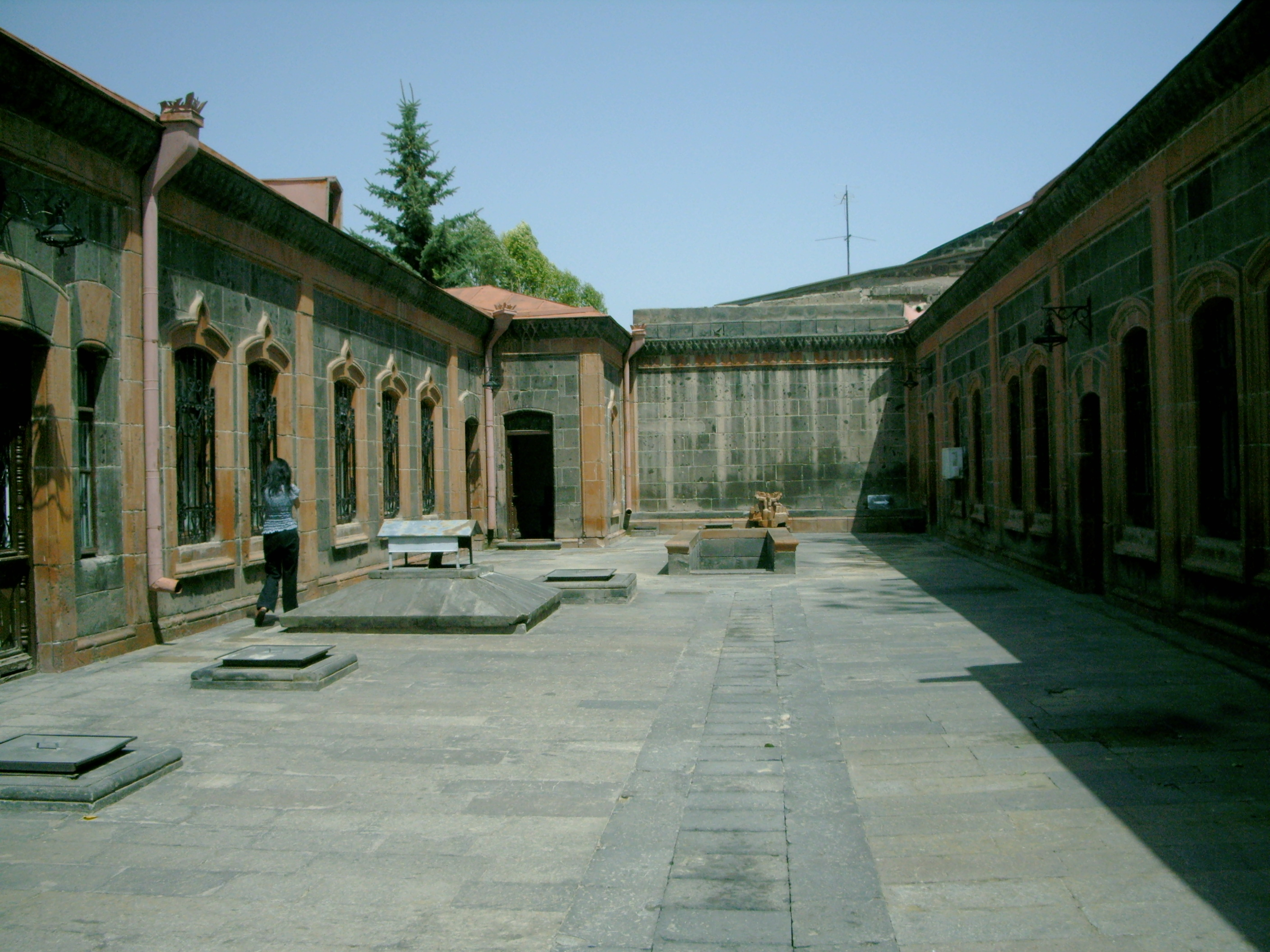
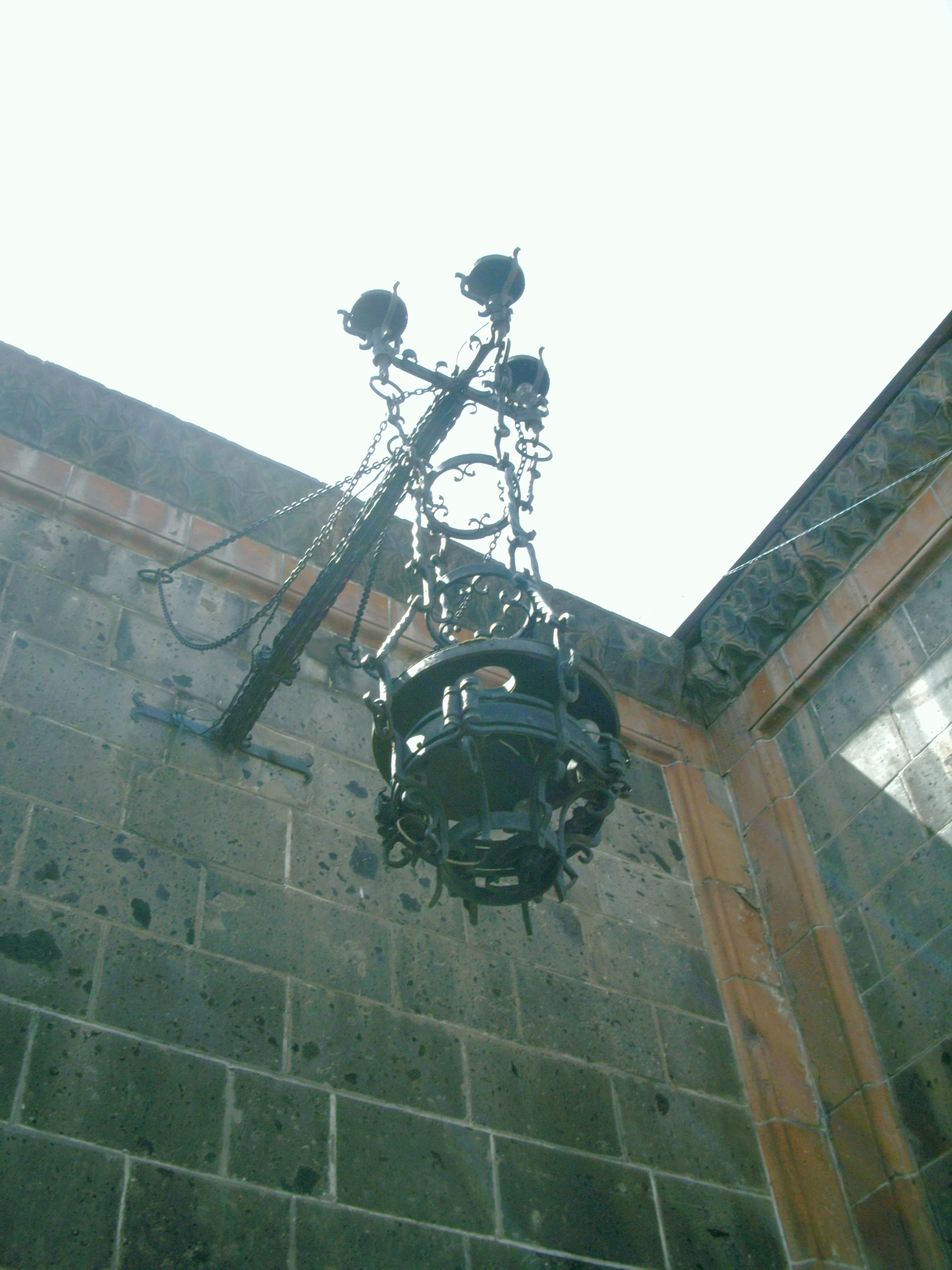
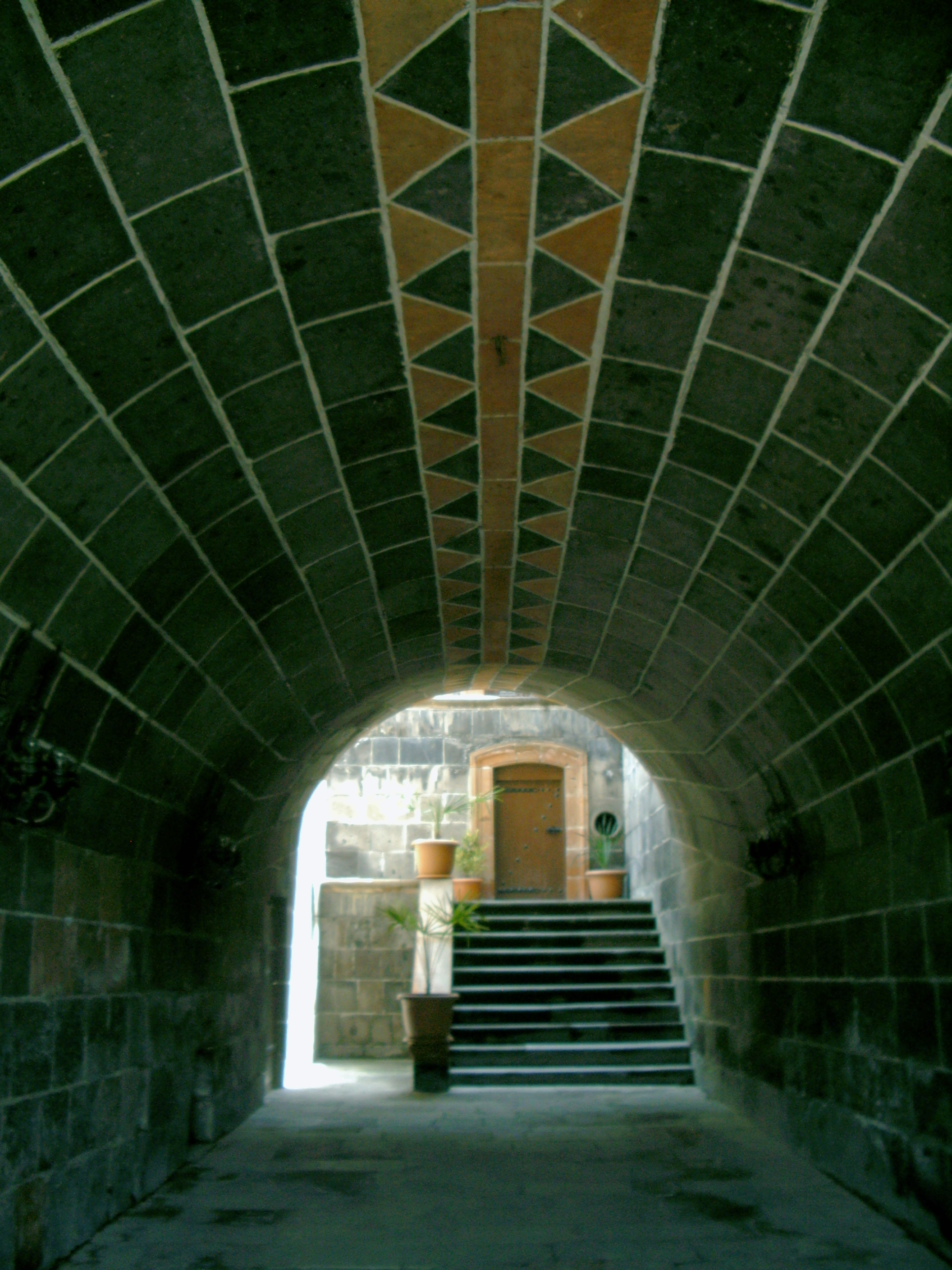
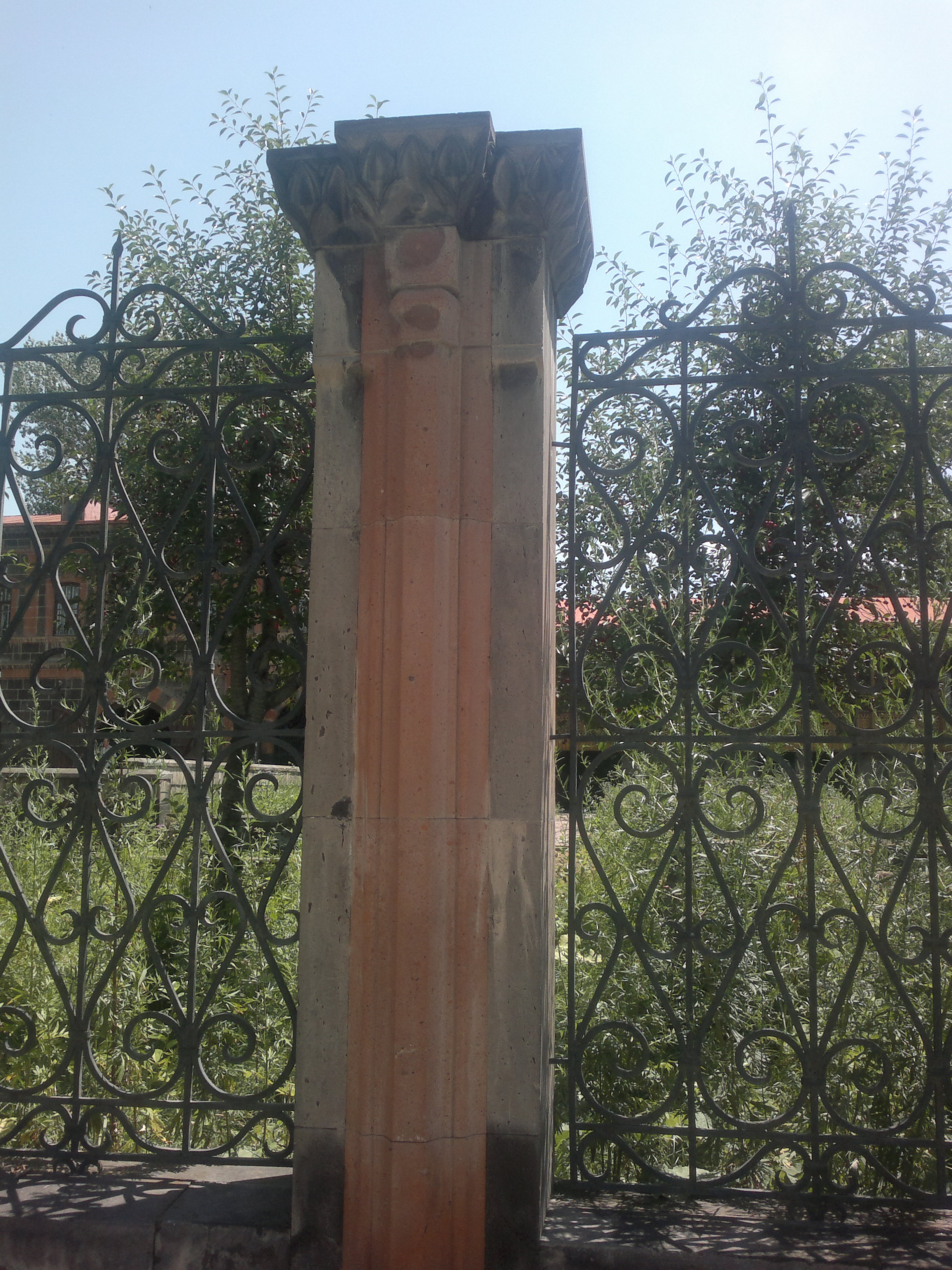
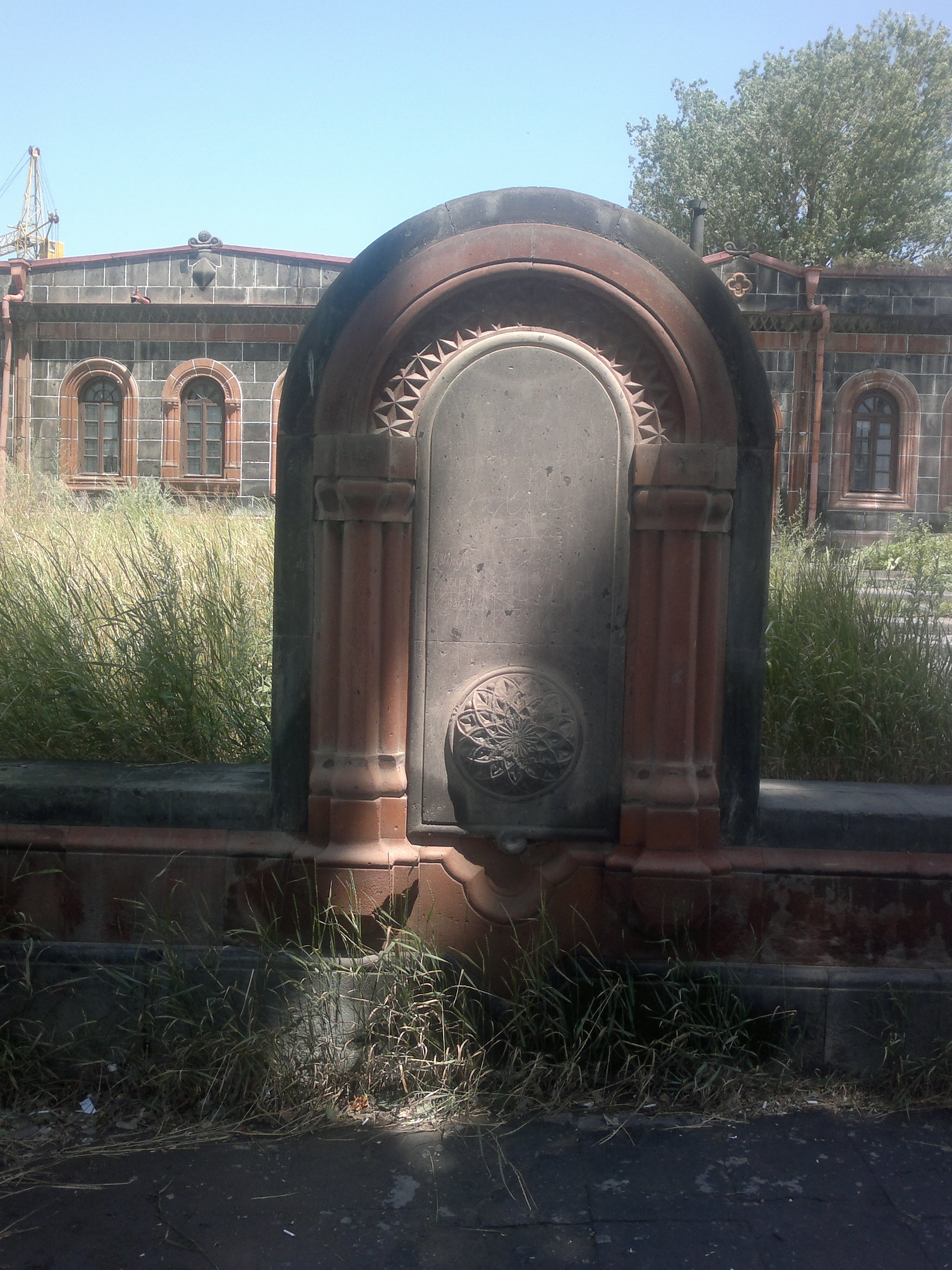
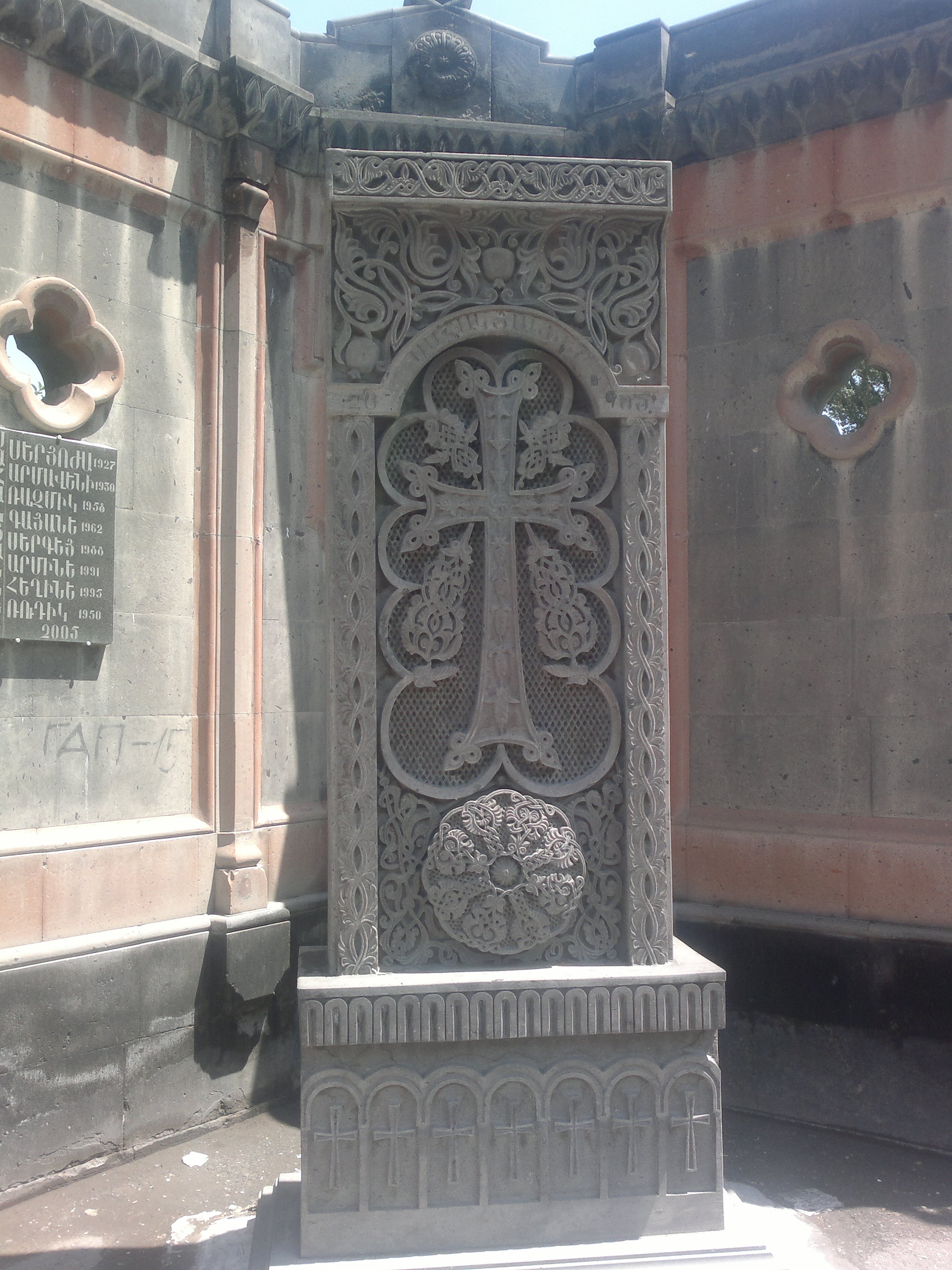
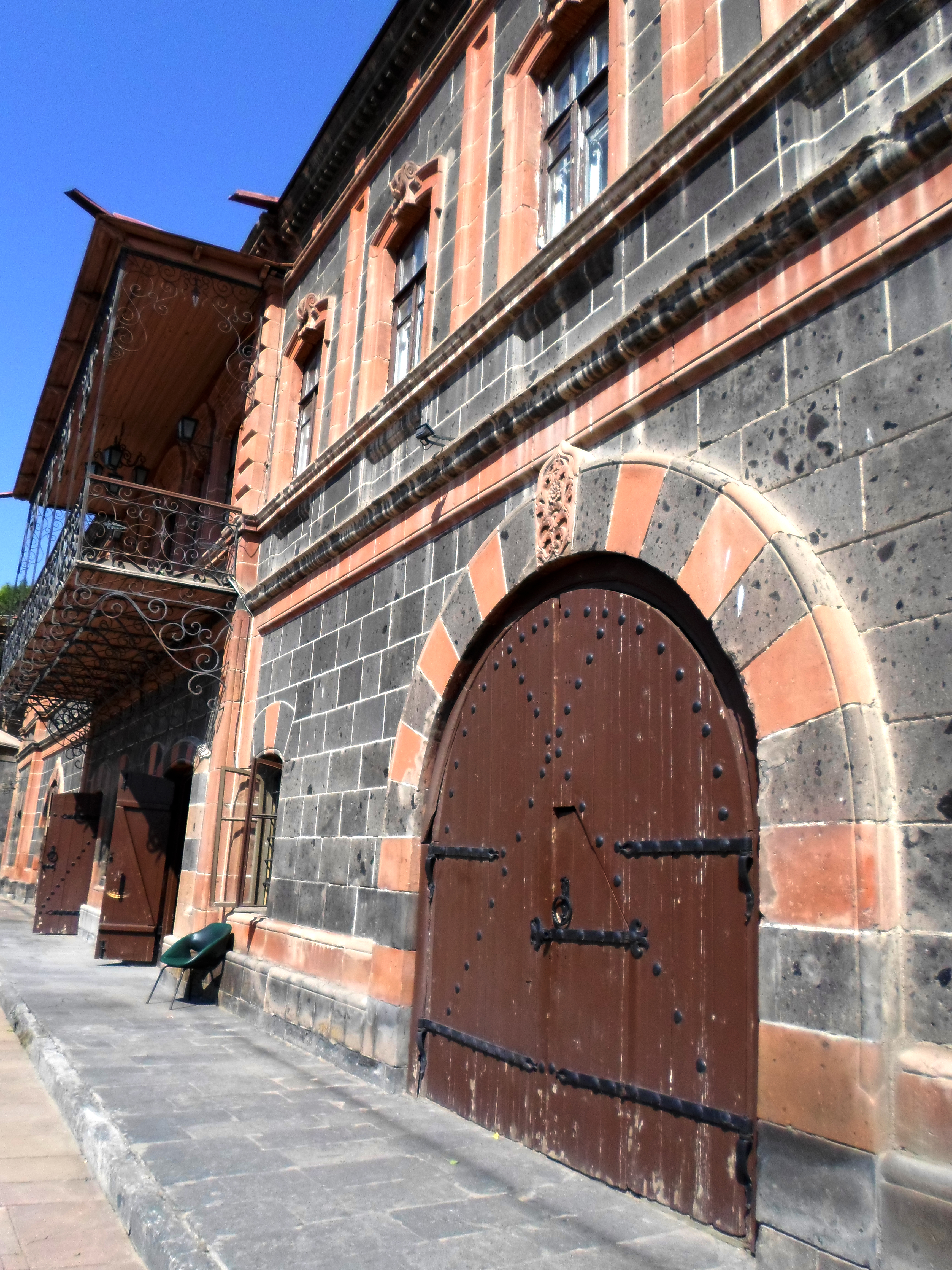
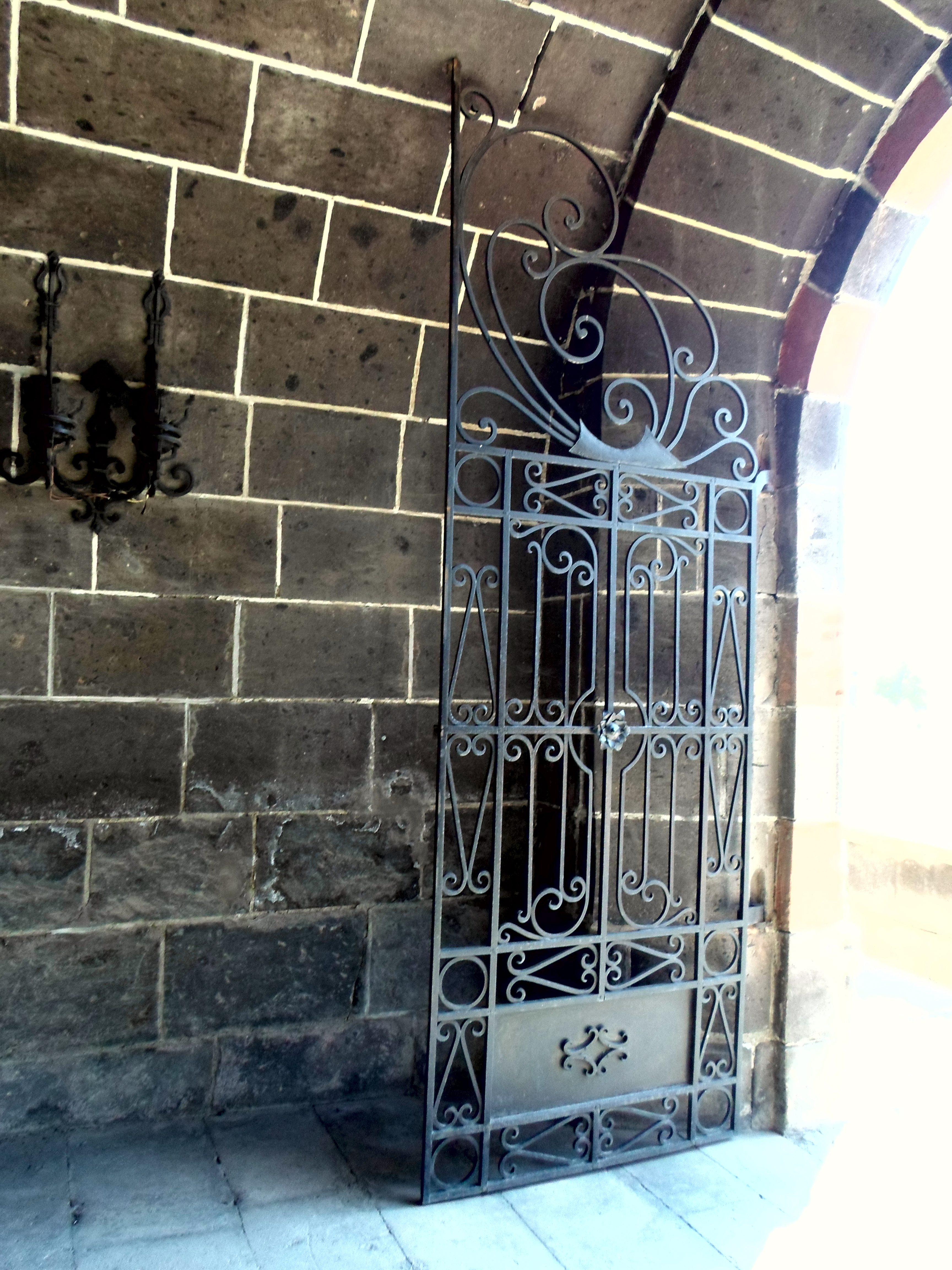
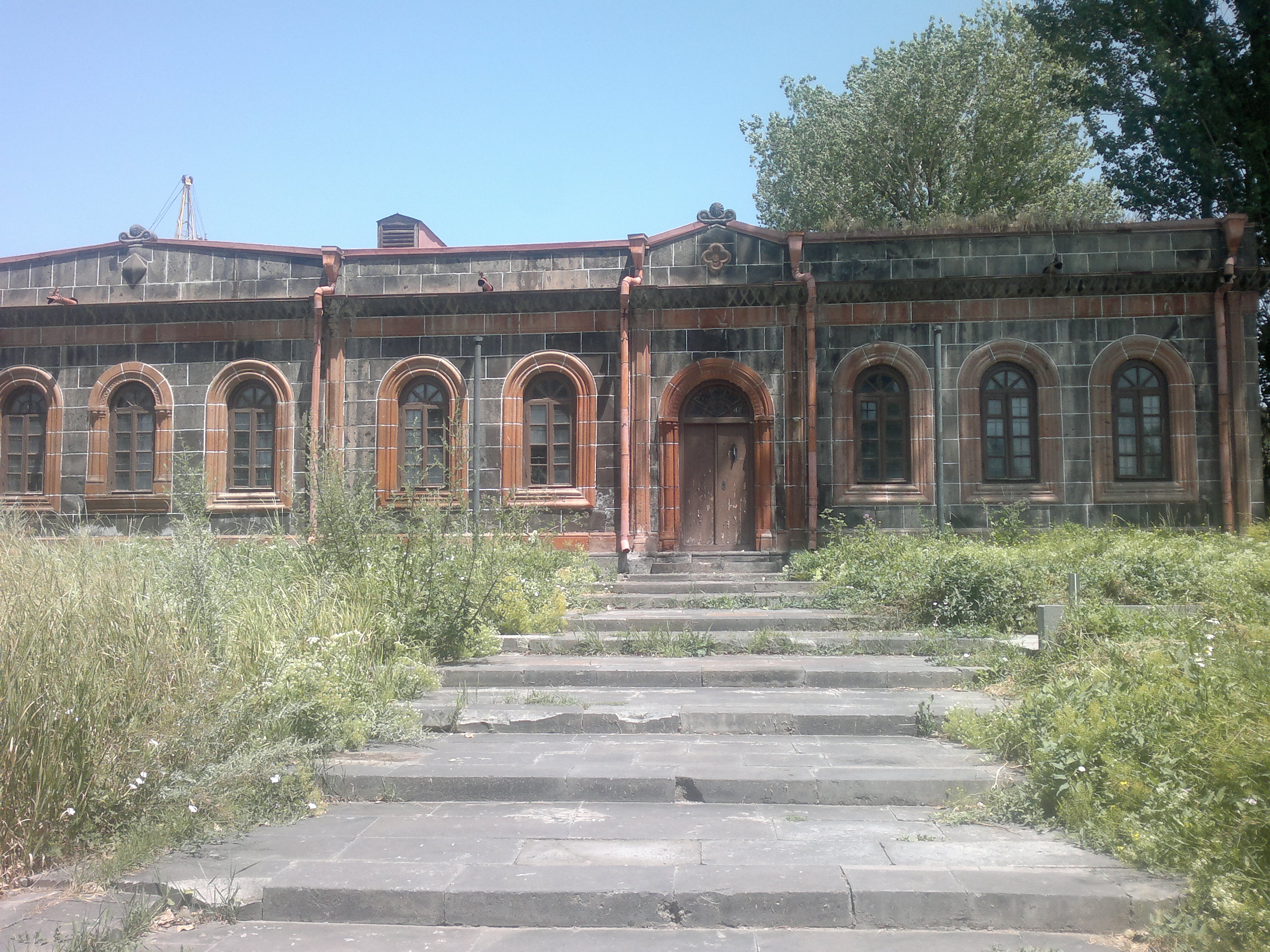
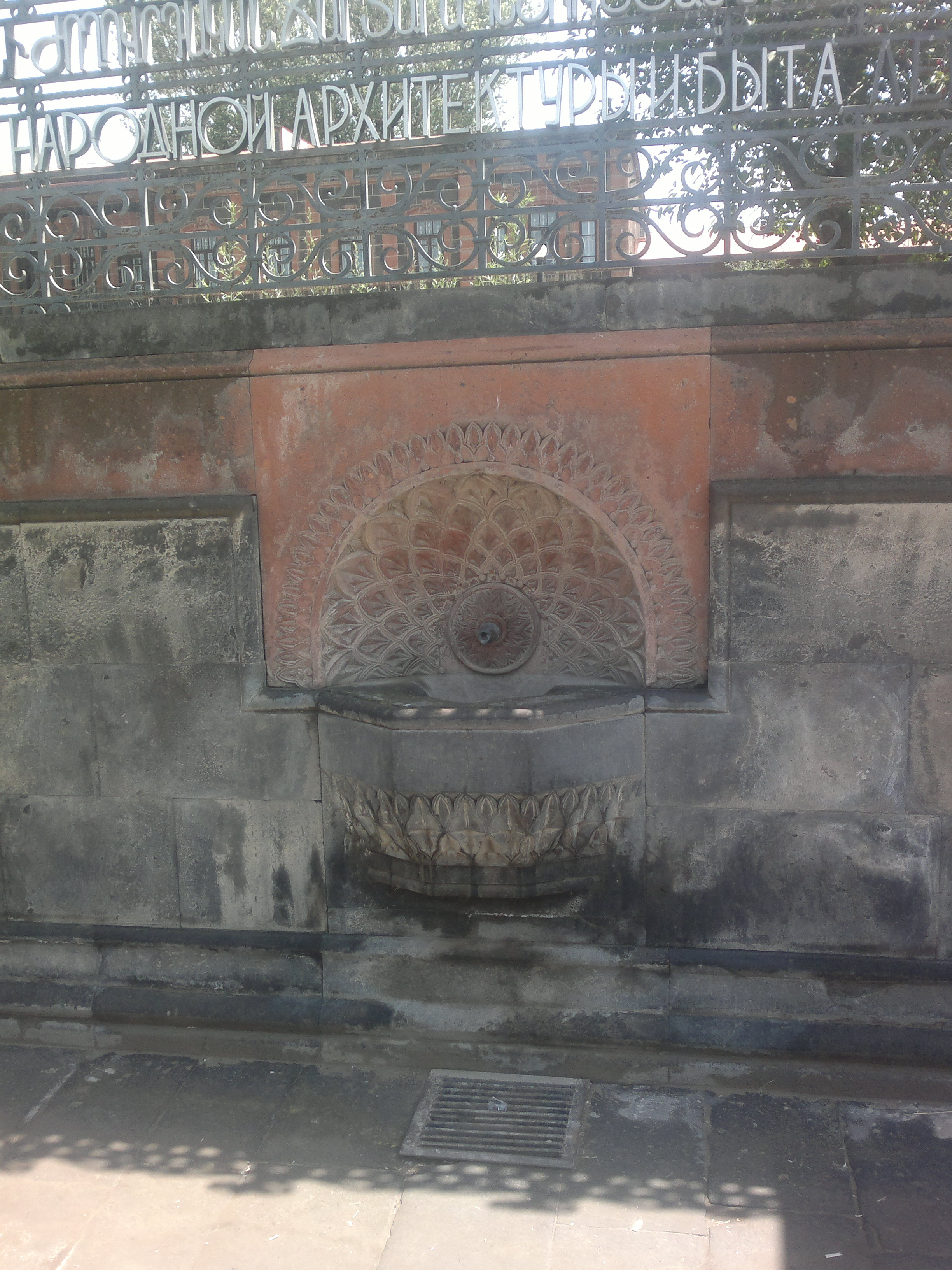
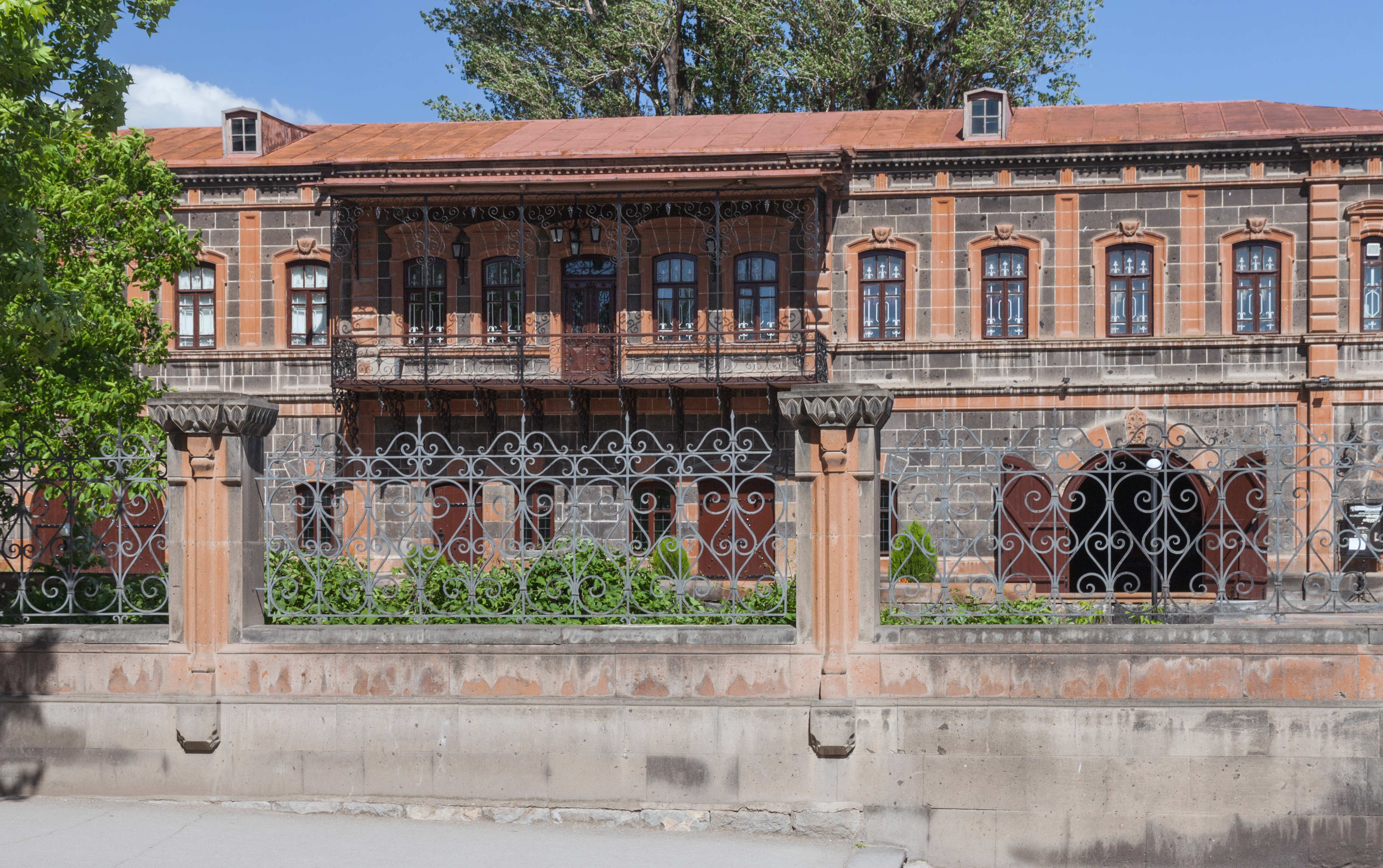